# 정찬헌
정찬헌(鄭粲憲, 1990년 1월 26일 ~ )은 전 KBO 리그 키움 히어로즈의 투수, 전 KBO 리그 키움 히어로즈의 불펜코치이다.

## 아마추어 시절
고등학교 3학년 때인 2007년 4월 제41회 대통령배 전국고교야구선수권대회에서 광주제일고등학교를 우승으로 이끌며 최우수 선수로 뽑혔다. 이어 같은해 아마추어 야구 최우수 선수로도 뽑힌 그는 당시 성남고등학교의 진야곱과 함께 제37회 야구 월드컵에 참가했다.

## 한국 프로야구 시절

### LG 트윈스시절
2008년 광주제일고등학교를 졸업하고 2차 1라운드 지명을 받아 입단하였다. 팔꿈치 수술을 받아 2010년 이후 재활했고, 18개월간 광주광역시의 장애인 센터, 나머지 6개월은 구리시청에서 사회복무요원으로 대체 복무를 마치고 2013년에 복귀했다.

### 키움 히어로즈시절
2021년 7월 27일 당시 키움 히어로즈 소속이었던 서건창과 1:1 트레이드를 통해 이적하였다.

## 한국 독립야구 시절

### 성남 맥파이스시절
원래 사인 앤 트레이드를 통해 이적하려고 했으나 그를 원하는 구단이 없어 2023년에 입단하였다.

## 한국 프로야구 복귀

### 키움 히어로즈복귀
2023년 3월 27일 계약 기간 2년, 계약금 2억, 연봉 2억, 옵션 최대 2억 6,000만원 등 총액 8억 6,000만원에 FA 계약을 체결하며 복귀했다. 2024년 시즌 후 방출당하고 곧바로 은퇴한다.

## 논란
- 2014년 4월 18일 한화전에서 경기 중반에 상대 타자였던 정근우에게 사사구를 던졌는데 잘못했다는 내색을 보이거나 사과를 하지 않았고, 정근우의 다음 타석에서 또 사사구를 던지자 벤치 클리어링이 발생했다. 그는 결국 2014년 시즌 1호 퇴장을 당했고, 징계위원회에서 벌금 200만원과 5경기 출장 정지 징계를 받았다.[4]
- 2015년 6월 22일 새벽 1시경 강남 신사동사거리 부근에서 음주 운전 중 접촉 사고를 내 경찰에 입건됐다. 이 사건으로 당시 소속 팀이었던 LG 트윈스로부터 3개월 출장 정지 및 벌금 1000만원의 자체 징계를 받았으며, KBO는 그에게 잔여 경기 출장 정지, 유소년 야구 봉사 활동 240시간의 징계를 내렸다.[5]

## 에피소드
- 2017년 7월 21일 삼성전 연장 11회초에 그가 타석에서 이승현을 상대로 2타점 적시타를 쳐 내며 프로 데뷔 첫 타점을 기록했고, 이형종의 홈런으로 데뷔 첫 득점까지 기록했다.[6]

## 출신 학교
- 송정동초등학교
- 광주충장중학교
- 광주제일고등학교

## 통산 기록
- 투수 기록

| 연도 | 팀명   | 평균자책점 | 경기 | 완투 | 완봉 | 승 | 패 | 세 | 홀 | 승률  | 타자 | 이닝 | 피안타 | 피홈런 | 볼넷 | 사구 | 탈삼진 | 실점 | 자책점 |
| ---- | ------ | ---------- | ---- | ---- | ---- | -- | -- | -- | -- | ----- | ---- | ---- | ------ | ------ | ---- | ---- | ------ | ---- | ------ |
| 2008 | LG     | 5.5        | 39   | 0    | 0    | 3  | 13 | 0  | 2  | 0.188 | 490  | 106⅓ | 131    | 10     | 36   | 9    | 59     | 70   | 65     |
| 2009 | LG     | 5.76       | 55   | 0    | 0    | 6  | 5  | 2  | 10 | 0.545 | 342  | 76⅓  | 81     | 12     | 35   | 5    | 56     | 49   | 49     |
| 2013 | LG     | 5.40       | 4    | 0    | 0    | 0  | 0  | 0  | 0  | -     | 21   | 5    | 7      | 1      | 1    | 0    | 1      | 3    | 3      |
| 2014 | LG     | 4.44       | 51   | 0    | 0    | 1  | 3  | 3  | 8  | 0.250 | 239  | 52⅔  | 57     | 5      | 27   | 5    | 41     | 26   | 26     |
| 2015 | LG     | 5.52       | 32   | 0    | 0    | 3  | 6  | 1  | 5  | 0.333 | 191  | 44   | 49     | 3      | 14   | 5    | 32     | 27   | 27     |
| 2016 | LG     | 3.38       | 6    | 0    | 0    | 0  | 0  | 0  | 0  | -     | 34   | 8    | 7      | 0      | 3    | 1    | 4      | 3    | 3      |
| 2017 | LG     | 5.84       | 61   | 0    | 0    | 8  | 7  | 7  | 3  | 0.533 | 280  | 61⅔  | 75     | 5      | 25   | 4    | 57     | 43   | 40     |
| 2018 | LG     | 4.85       | 66   | 0    | 0    | 5  | 3  | 27 | 0  | 0.625 | 299  | 65   | 76     | 5      | 24   | 7    | 50     | 36   | 35     |
| 2019 | LG     | 1.64       | 13   | 0    | 0    | 1  | 1  | 6  | 0  | 0.500 | 49   | 11   | 11     | 0      | 6    | 0    | 11     | 5    | 2      |
| 2020 | LG     | 3.51       | 19   | 1    | 1    | 7  | 4  | 0  | 0  | 0.636 | 470  | 110⅓ | 116    | 10     | 31   | 4    | 85     | 51   | 43     |
| 2021 | 키움   | 4.01       | 23   | 1    | 1    | 9  | 5  | 0  | 0  | 0.643 | 497  | 114⅓ | 133    | 6      | 27   | 6    | 59     | 55   | 51     |
| 2022 | 키움   | 5.36       | 20   | 0    | 0    | 5  | 6  | 0  | 0  | 0.455 | 390  | 87⅓  | 106    | 13     | 28   | 6    | 42     | 55   | 52     |
| 2023 | 키움   | 4.75       | 14   | 1    | 0    | 2  | 8  | 0  | 0  | 0.200 | 295  | 72   | 71     | 4      | 13   | 2    | 35     | 40   | 38     |
| 2024 | 키움   | 7.88       | 4    | 0    | 0    | 0  | 2  | 0  | 0  | 0.000 | 74   | 16   | 26     | 3      | 3    | 1    | 5      | 14   | 14     |
| 통산 | 14시즌 | 4.86       | 407  | 3    | 2    | 50 | 63 | 46 | 28 | 0.442 | 3671 | 830  | 946    | 77     | 23   | 55   | 537    | 477  | 448    |

- 빨간 글씨는 한국 프로야구 역사상 최고 기록
- 굵은 글씨는 해당 시즌 최고 기록

- 타자 기록

| 연도 | 팀명  | 타율  | 경기 | 타수 | 득점 | 안타 | 2루타 | 3루타 | 홈런 | 루타 | 타점 | 도루 | 도실 | 볼넷 | 사구 | 삼진 | 병살 | 실책 |
| ---- | ----- | ----- | ---- | ---- | ---- | ---- | ----- | ----- | ---- | ---- | ---- | ---- | ---- | ---- | ---- | ---- | ---- | ---- |
| 2009 | LG    | -     | 3    | 0    | 0    | 0    | 0     | 0     | 0    | 0    | 0    | 0    | 0    | 0    | 0    | 0    | 0    | 0    |
| 2014 | LG    | -     | 2    | 0    | 0    | 0    | 0     | 0     | 0    | 0    | 0    | 0    | 0    | 0    | 0    | 0    | 0    | 0    |
| 2017 | LG    | 1.000 | 1    | 1    | 1    | 1    | 0     | 0     | 0    | 1    | 2    | 0    | 0    | 0    | 0    | 0    | 0    | 0    |
| 통산 | 3시즌 | 1.000 | 6    | 1    | 1    | 1    | 0     | 0     | 0    | 1    | 2    | 0    | 0    | 0    | 0    | 0    | 0    | 0    |